# Neuropeptider
Neuropeptider eller peptidneurotransmittorer är en grupp neurotransmittorer, eller peptider som fungerar som informatörer mellan cellerna, och som vanligen bildas av neuroendokrina celler. En del neuropeptider verkar också i egen kraft, som peptidhormoner.
Neuropeptiderna liknar proteiner eftersom de bildas av kedjor av aminosyror, men är mindre än vanliga proteiner. För att definieras som en neuropeptid krävs att molekylens uppgift i kroppen är att kommunicera mellan nervceller, och att därmed påverka hjärnans aktivitet och funktioner. Deras främsta uppgift är att föra information mellan olika signalsubstanser.
Neuropeptiderna frigörs ur en körtel eller vävnader och transporteras med blodet till en annan. Där binds den vid cellytan av receptorer. Från cellytan förändrar neuropeptiden den elektriska laddningen i cellen, vilket till exempel leder till frisättning av hormoner. Denna påverkan är mycket kortvarig. Till skillnad från interaktioner med enzymer, förändras inte neuropeptiden genom kontakten med receptorn. Däremot bryts den ner med enzymer efter frisättningen, och kan till skillnad från de klassiska signalsubstanserna inte användas igen.